# Edman-degradatie
De Edman-degradatie is een methode die ontwikkeld werd door de Zweedse biochemicus Pehr Victor Edman, om de aminozuurvolgorde van een peptideketen te achterhalen door geleidelijke afbraak ervan. Daarbij wordt een terminale aminogroep gelabeld en treedt een vervolgreactie op die de zijketen isoleert, zodat deze kan gekarakteriseerd worden. Na vele herhalingen van deze reacties kan de aminozuursequentie van een eiwit worden vastgesteld.

## Reactiemechanisme
De aminogroep (NH2) aan de N-terminus wordt onder mild-basische omstandigheden (pH van 8) in reactie gebracht met fenylisothiocyanaat, waardoor in eerste instantie een thio-ureumderivaat ontstaat. Dit intermediair cycliseert met behulp van een zuur (trifluorazijnzuur) tot een thiazolinonderivaat. Dit wordt vervolgens op zorgvuldig wijze geëxtraheerd in een organisch oplosmiddel. Daarna wordt het verkregen extract behandeld met een zuur, zodat het meer stabiele fenylthiohydantoïne (PTH) ontstaat. Deze verbinding draagt de zijketen (R), die kenmerkend is voor het specifieke aminozuur. De zijketen kan nu gekarakteriseerd worden met behulp van chromatografie of elektroforese.
De procedure kan worden herhaald voor volgende aminozuren, zodat de peptide keten geleidelijk wordt afgebroken. Het nadeel aan de Edman-degradatie is dat de sequentie te karakteriseren aminozuren in de praktijk beperkt is tot ongeveer 30. De reden is dat de centrale cyclisatiereactie niet altijd volledig aflopend is. Daarom wordt een langer peptide (meer dan 60 aminozuren) meestal eerst in kleinere fragmenten opgedeeld, zodat deze apart kunnen worden behandeld.
Een groot voordeel is dat deze methode geautomatiseerd kan worden met behulp van een robot, zodat sequentie-analyse snel en met een hoog rendement (typisch meer dan 99%) kan gebeuren. Bovendien is de hoeveelheid peptide steeds beperkt: 10 tot 100 × 10−12 mol volstaat meestal. De reden hiervoor is dat degradatie ook mogelijk is wanneer de aminofunctie zich binnenin een proteïne bevindt en in hogere concentraties moeilijker bereikbaar is.